# Villiers-Saint-Frédéric
Villiers-Saint-Frédéric là một xã thuộc tỉnh Yvelines, trong vùng Île-de-France, Pháp, cự ly khoảng 25 km về phía bắc của Rambouillet và cách Versailles 20 km.

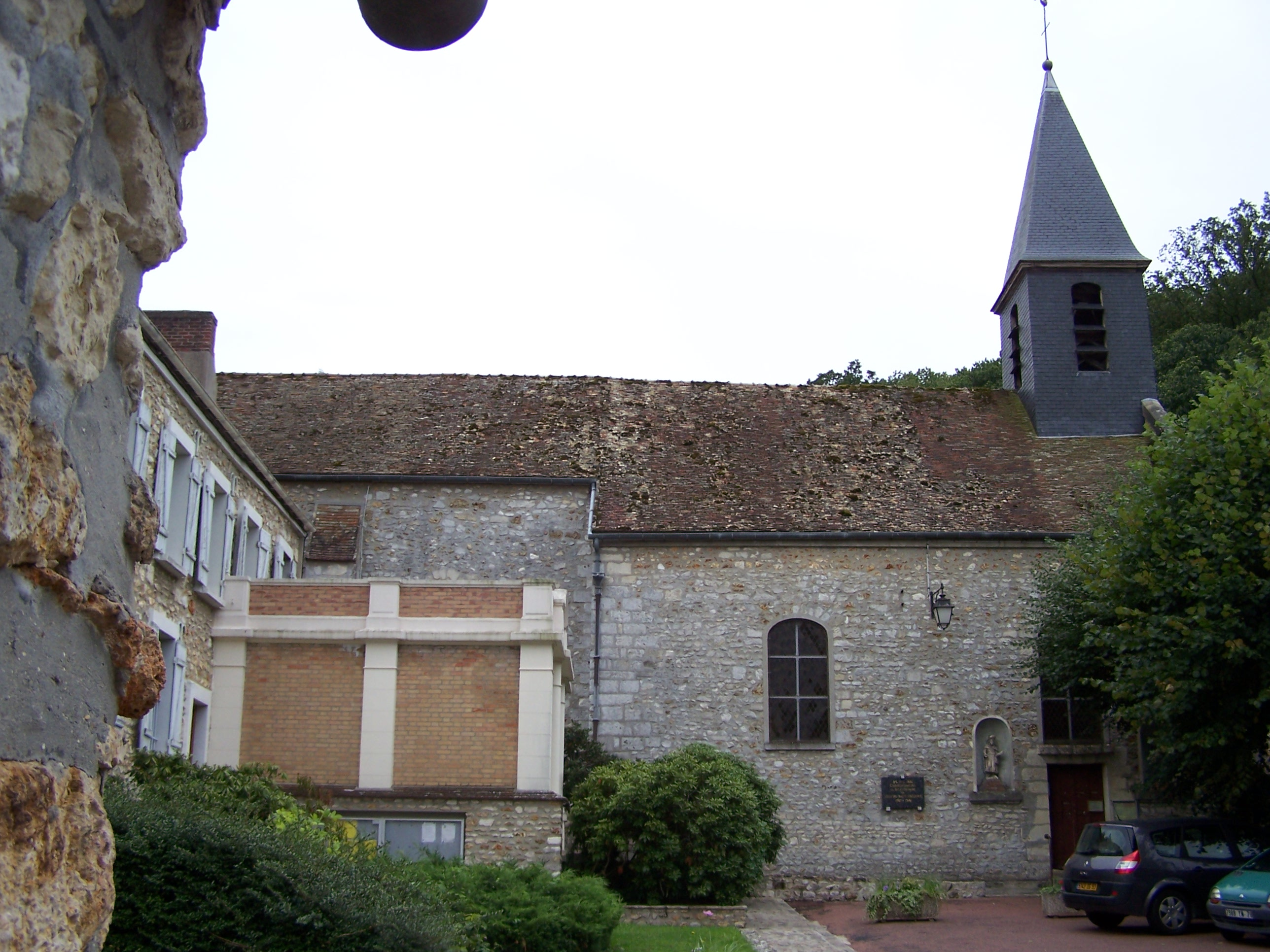
Nhà thờ Saint-Frédéric

Villiers-Saint-Frédéric nằm ở cực đông của đồng bằng Montfort-l'Amaury. Các xã giáp ranh gồm:Saint-Germain-de-la-Grange về phía tây bắc, Neauphle-le-Château về phía tây, Jouars-Pontchartrain về phía nam, Neauphle-le-Vieux về phía tây và Beynes về phía bắc khoảng 600m.

## Galerie

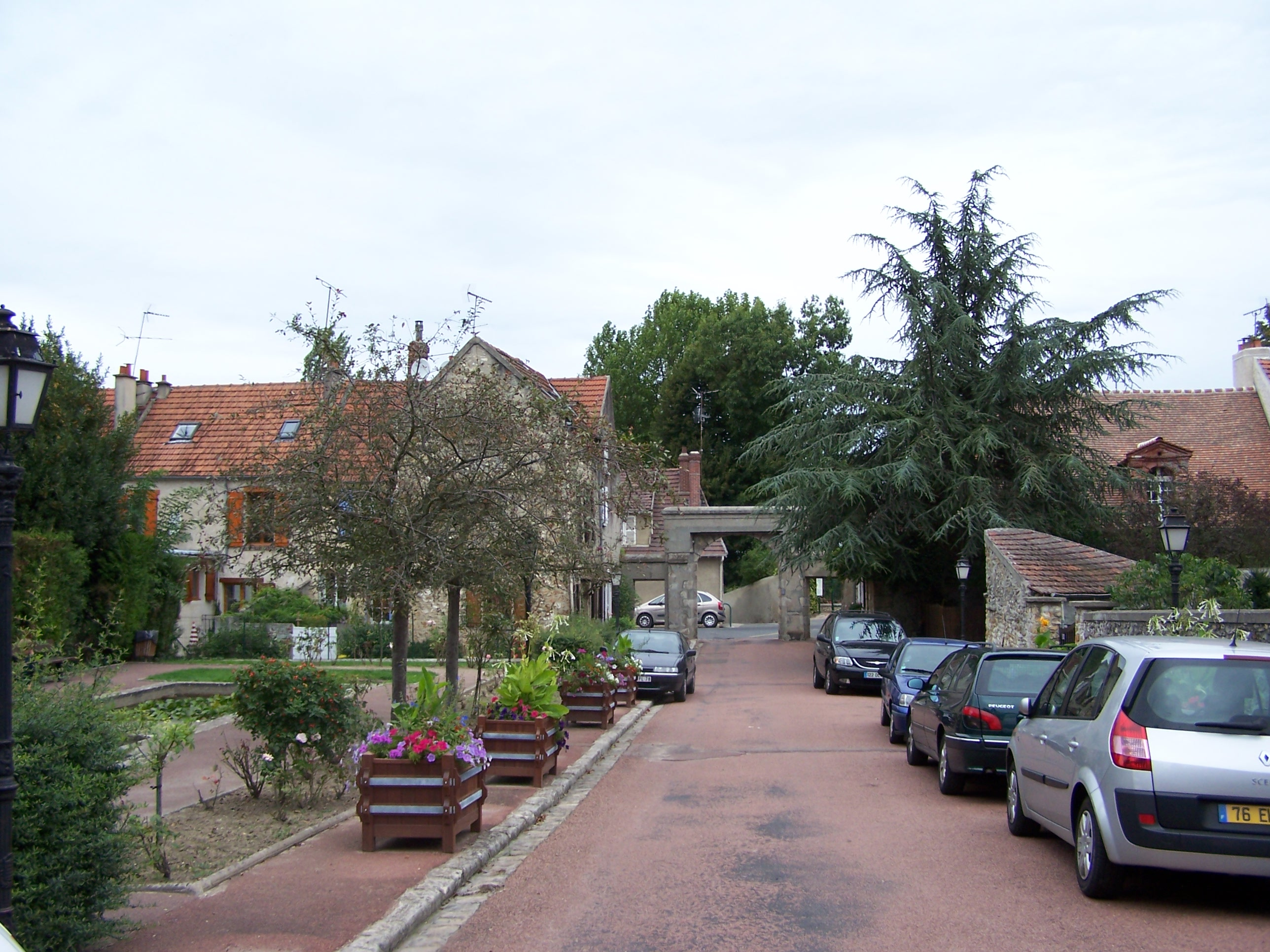
La Cour de la Ferme au cœur du vieux village
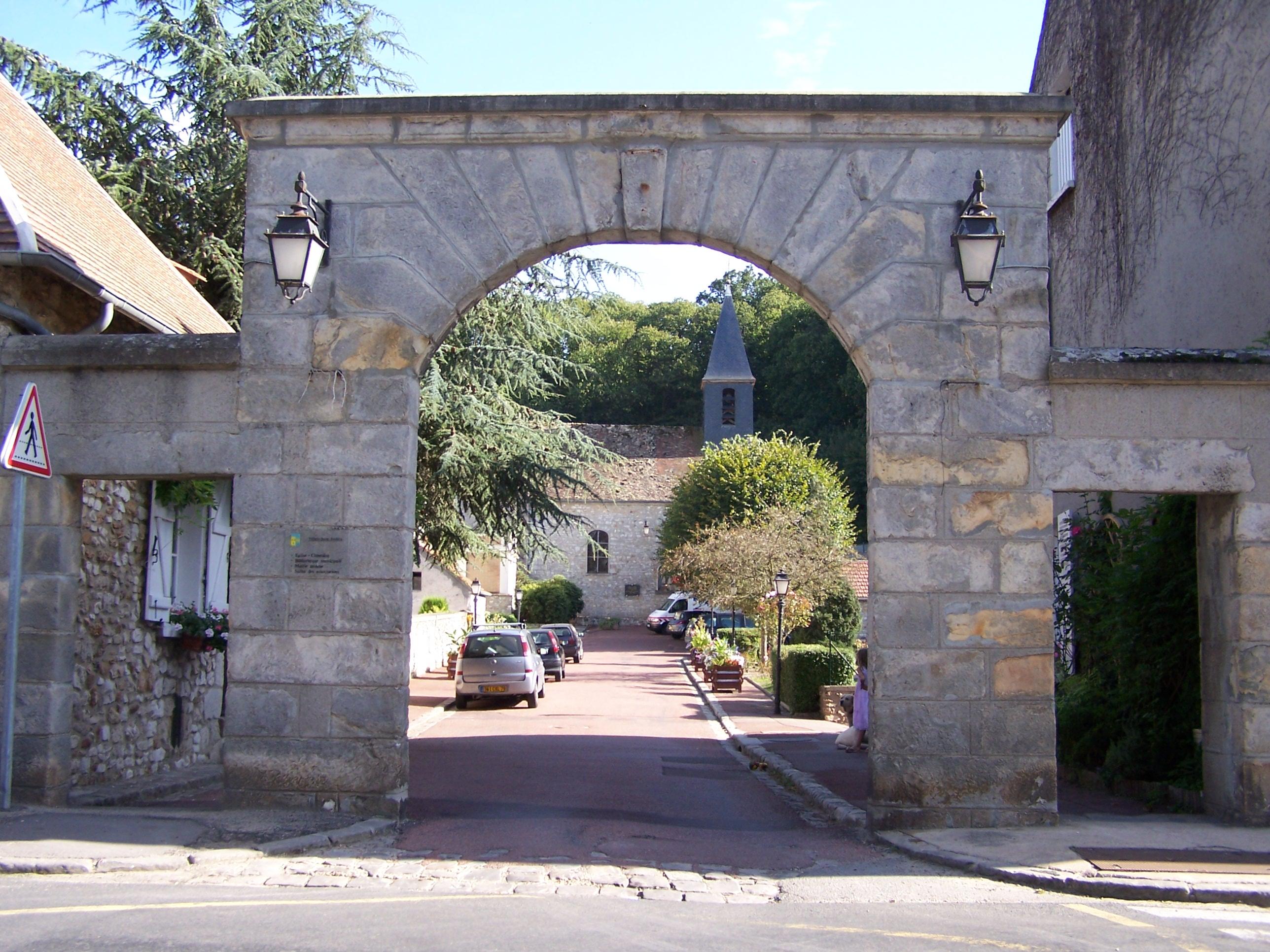
La Cour de la Ferme vue de la rue principale (au fond, Nhà thờ)
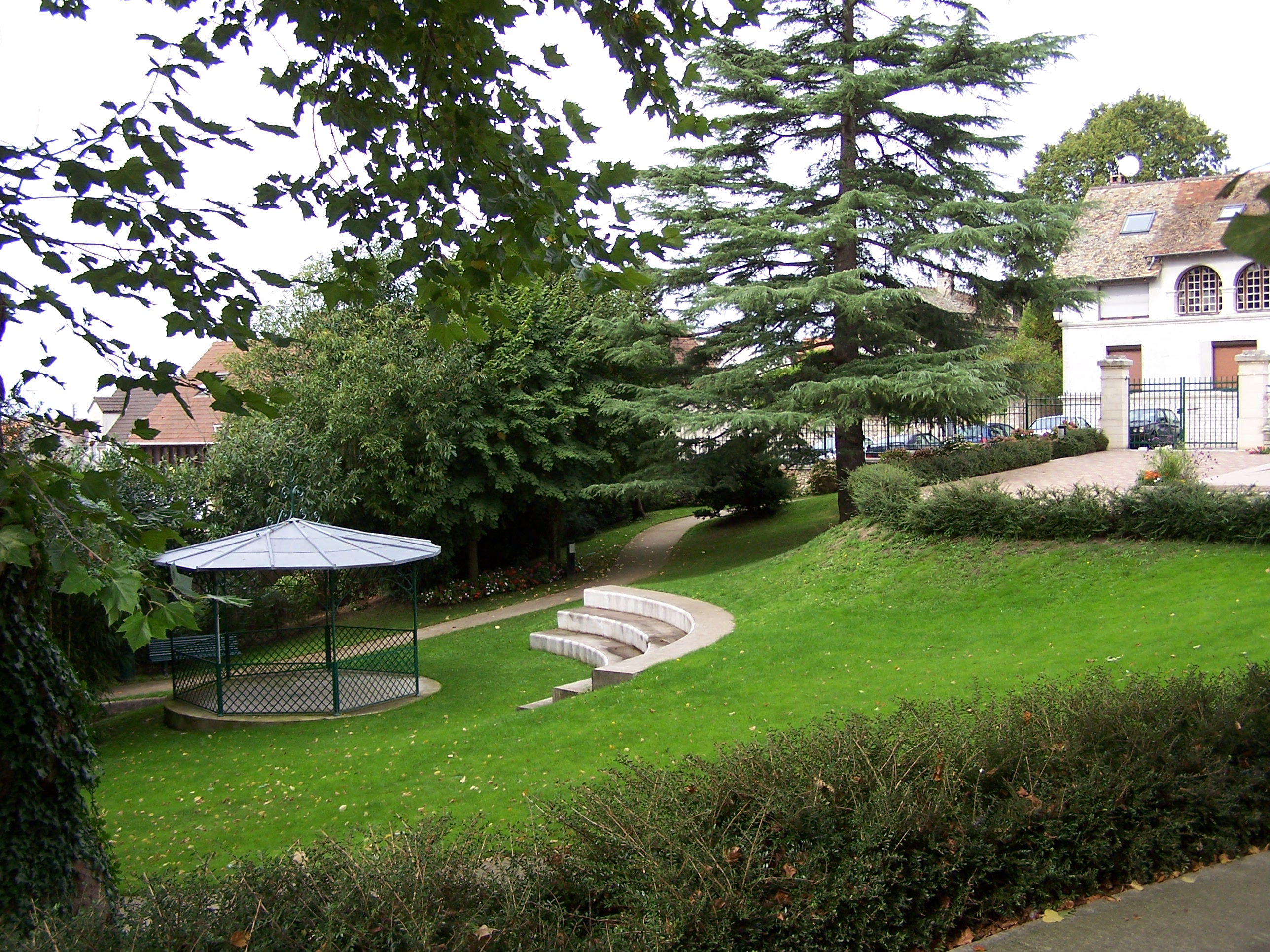
Le jardin de la mairie
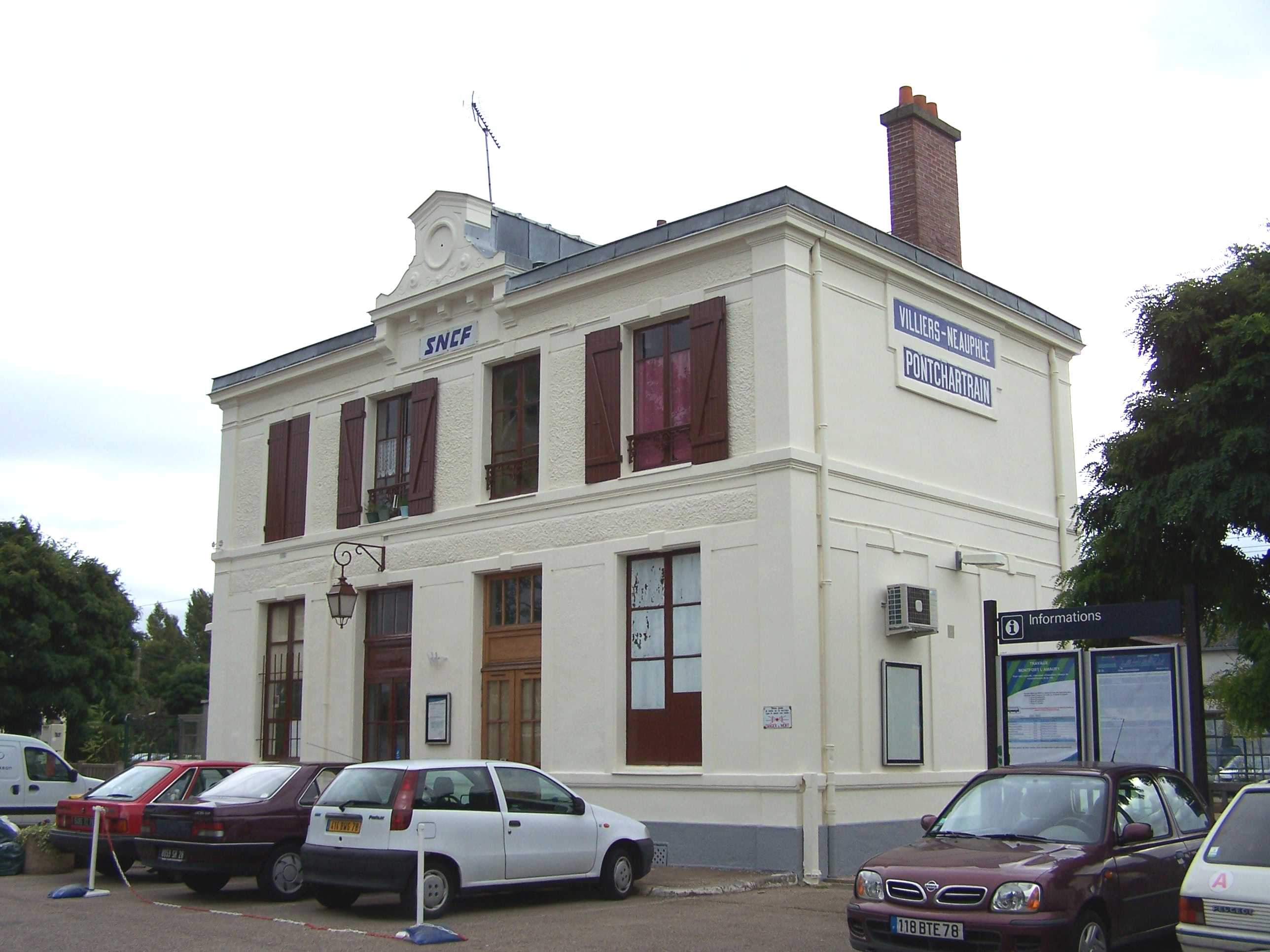
La gare de Villiers-Neauphle-Pontchartrain
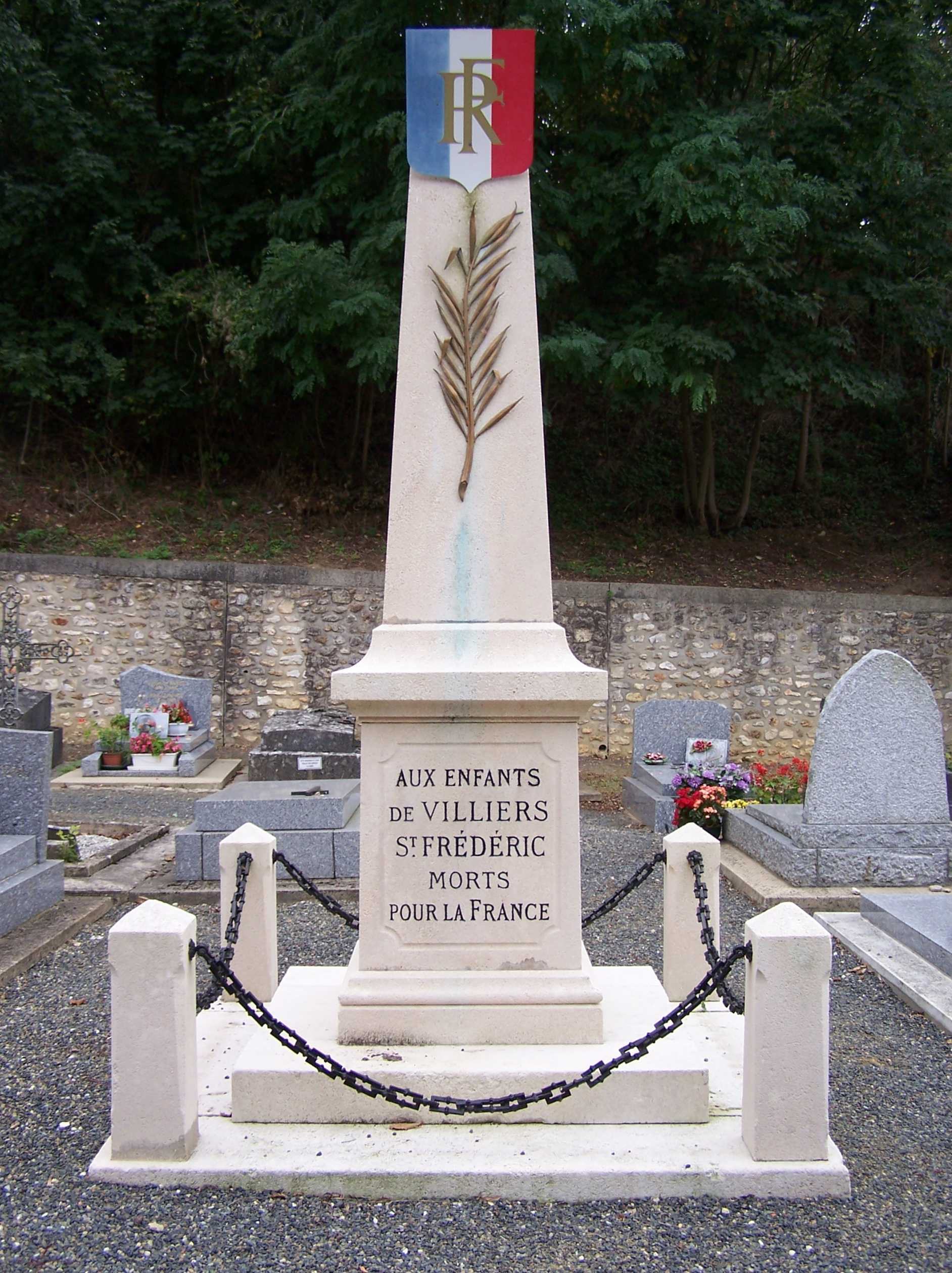
Le monument aux morts, au cimetière